# ایوری پودلاتچیکوف
ایوری پودلاتچیکوف (روسی: Юрий Юрьевич Подладчиков؛ زادهٔ ۱۳ سپتامبر ۱۹۸۸) اسنوبردسوار اهل سوئیس است.
وی در مسابقات کشوری و بین‌المللی در مجموع برندهٔ ۲ مدال طلا، ۵ مدال نقره، ۱ مدال برنز شده‌است.